# الجعار
قرية الجعار هي إحدى القرى التابعة لمركز وادى النطرون في محافظة البحيرة في جمهورية مصر العربية. حسب إحصاءات سنة 2006، بلغ إجمالي السكان في الجعار 3029 نسمة، منهم 1455 رجل و1574 امرأة.